# كوراساو
كوراساو (بالهولندية: Curaçao) رسميًا دولة كوراساو، هي إحدى جزر الأنتيل الصغرى في جنوب البحر الكاريبي، وتحديدًا منطقة البحر الكاريبي الهولندية، على بعد نحو 65 كيلومتر (40 ميل) شمال فنزويلا. هي دولة مقومة لمملكة هولندا.
تشمل كوراساو جزيرة كوراساو الرئيسية وجزيرة أصغر بكثير غير مأهولة تدعى كلاين كوراساو ("كوراساو الصغيرة"). يبلغ عدد سكان كوراساو 158665 نسمة (وفق تقديرات يناير 2019)، وتبلغ مساحتها 444 كيلومترًا مربعًا (171 ميلًا مربعًا)؛ وعاصمتها ويلمستاد. تشكل كوراساو مع أروبا وبونير جزر إيه بي سي. غالبًا ما تسمى كوراساو وأروبا والجزر الهولندية الأخرى في منطقة البحر الكاريبي مجتمعة بالكاريبي الهولندي. هي أكبر جزر إيه بي سي من حيث المساحة والسكان، والأكبر في منطقة البحر الكاريبي الهولندية.
ربما نشأ اسم "كوراساو" من الاسم الأصلي لشعبها؛ وتدعم هذه الفكرة الروايات الإسبانية المبكرة التي تشير إلى السكان باسم إنديوس كوراساو. يبدأ تاريخ كوراساو مع الهنود الأمريكيين الأراواك والكاكيتيو؛ وأصبحت الجزيرة مستعمرة إسبانية بعد رحلة ألونسو دي أوجيدا عام 1499. على الرغم من وصفها بأنها "الجزيرة عديمة الفائدة" بسبب محصودها الزراعي الضعيف ونقص المعادن الثمينة، فقد أصبحت منطقة استراتيجية لتربية الماشية. عندما استعمر الهولنديون الجزيرة عام 1634، حولوا تركيز الجزيرة إلى التجارة والشحن، وجعلوها لاحقًا مركزًا لتجارة الرقيق عبر المحيط الأطلسي. استقر أعضاء الجالية اليهودية، الذين فروا من الاضطهاد في أوروبا، هنا وأثروا بشكل كبير على الاقتصاد والثقافة.
شهد القرنان الثامن عشر والتاسع عشر هجوم البريطانيين على كوراساو، لكنها ظلت ذات أغلبية هولندية. أدى إلغاء العبودية في عام 1863 إلى تحولات اقتصادية وهجرات. تظل الهولندية هي اللغة الرسمية، على الرغم من انتشار البابيامنتو والإنجليزية والإسبانية على نطاق واسع، ما يعكس التأثيرات الثقافية المتنوعة للجزيرة. كانت كوراساو في السابق جزءًا من مستعمرة كوراساو والتبعيات بين عامي 1815 و1954 ثم جزر الأنتيل الهولندية من عام 1954 إلى 2010، كإقليم جزيرة كوراساو.
أدى اكتشاف النفط في حوض ماراكايبو في عام 1914 إلى تحويل كوراساو إلى موقع مصفاة مهم، مما أدى إلى تغيير المشهد الاقتصادي. كانت هناك جهود من أجل أن تصبح دولة ضمن مملكة هولندا؛ حققت الجزيرة الحكم الذاتي في عام 2010. وعلى الرغم من مواجهة التحديات، بما في ذلك الركود الاقتصادي وجائحة كوفيد-19، تواصل كوراساو شق طريقها داخل منطقة البحر الكاريبي وعلى الساحة العالمية.

## الاقتصاد
تتمتع كوراساو باقتصاد مفتوح؛ وأهم قطاعاتها هي السياحة والتجارة الدولية وخدمات الشحن وتكرير النفط وتخزين النفط وتزويد السفن بالوقود والخدمات المالية الدولية. انتهى عقد إيجار شركة النفط الحكومية الفنزويلية PDVSA لمصفاة النفط في الجزيرة في عام 2019؛ توظف المنشأة 1000 شخص، بتكرير النفط من فنزويلا لتصديره إلى الولايات المتحدة وآسيا. تأسست شركة شلمبرجير، أكبر شركة لخدمات حقول النفط في العالم، في كوراساو. يُقال إن مصفاة إيسلا للنفط مسؤولة عن مكانة كوراساو كواحدة من أعلى خمس دول في العالم من حيث نصيب الفرد من انبعاثات ثاني أكسيد الكربون.

### التجارة
تتعامل كوراساو بشكل رئيسي مع الولايات المتحدة وفنزويلا والاتحاد الأوروبي. لديها اتفاقية شراكة مع الاتحاد الأوروبي تسمح للشركات التي تتعامل في كوراساو وعبرها بتصدير منتجاتها إلى الأسواق الأوروبية، معفاة من الرسوم الجمركية والحصص. كما أنها مشاركة في مبادرة حوض الكاريبي الأمريكية ما يسمح لها بالوصول التفضيلي إلى السوق الأمريكية.

### الدعارة
الدعارة في كوراساو قانونية فقط للنساء الأجنبيات اللاتي يحصلن على تصريح مؤقت للعمل في بيت الدعارة الكبير المفتوح الذي يسمى "Le Mirage" أو "Campo Alegre". استخدام خدمات الدعارة قانوني للرجال (بما في ذلك السكان المحليون). يعمل بيت الدعارة بالقرب من المطار منذ أربعينات القرن العشرين. تراقب كوراساو الصناعة وتحتويها وتنظمها. تصرح الحكومة بأن العاملين في هذه المؤسسات يحصلون على بيئة آمنة وإمكانية الوصول إلى الخدمات الطبية. مع ذلك، فإن هذا النهج يستبعد النساء المحليات (أو الرجال) من كسب لقمة العيش بشكل قانوني من الدعارة ويؤدي إلى خسارة الدخل المحلي، إذ ترسل الداعرات الأجنبيات أو يأخذن معظم أرباحهن إلى أوطانهن.

## الدين
يعتنق أغلب سكان كوراساو المسيحية دينًا على المذهب الروماني الكاثوليكي (72.8%) حسب احصائيات 2011. حوالي 6.6% من سكان الجزيرة بروتستانت على مذهب الخمسينية، في حين أن 3.2% من السكان بروتستانت من مختلف المذاهب الأخرى. وحوالي 3.0% من السكان أتباع كنيسة الأدفنتست. يذكر أنه حوالي 1.9% من سكان الجزيرة هم من شهود يهوه.
منذ منتصف عقد 1970 ازدادت أعداد أتباع الكنائس الإنجيلية والخمسينية والحركات الكاريزميَّة، وتشمل الطوائف الأخرى الأدفنتست والكنيسة الميثودية. وتضم أبرشية ويلمستاد الكاثوليكية جميع البلدان التابعة لمملكة هولندا في منطقة البحر الكاريبي والتي تضم كل من أروبا وكوراساو وسينت مارتن وجزر بونير وسينت أوستاتيوس وسابا، والأبرشية هي أيضًا عضو في مؤتمر الأساقفة في جزر الأنتيل. وتأسست الأبرشية في البداية كنيابة رسولية في كوراساو في عام 1752، وتمت ترقيتها إلى رتبة فيكاريت في عام 1842، وأخيراً إلى مقام أبرشية ويلمستاد في أبريل من عام 1958.

## أعلام
- دانيال دي ليون
- باول سبرنجر
- لوسيل جورج ووت
- توم كولينز
- جان جوليان روجر
- أوجيني روغجيناث
- مانويل ايزيكيل بروزوال